# Список высших учебных заведений Калужской области
В список высших учебных заведений Калужской области включены образовательные учреждения высшего и высшего профессионального образования, находящиеся на территории Калужской области и имеющие действующую лицензию на образовательную деятельность. Список вузов приведён в соответствии с данными сводного реестра лицензий, в список филиалов включены организации, участвовавшие в мониторинге Министерства образования и науки Российской Федерации 2016 года. По состоянию на 20 июля 2016 года в Калужской области действующую лицензию имели 4 вуза и 16 филиалов.
Филиалы вузов, головные организации которых находятся в иных субъектах федерации, сгруппированы в отдельном списке. Порядок следования элементов списка — алфавитный.

## Список высших образовательных учреждений
| Название                                                       | Категория         | Статус      | Год основания | Месторасположение | Число студентов |
| -------------------------------------------------------------- | ----------------- | ----------- | ------------- | ----------------- | --------------- |
| Институт управления, бизнеса и технологий                      | негосударственный | институт    | 1998          | Калуга            | 2301            |
| Калужская духовная семинария                                   | негосударственный | семинария   | 1775          | Калуга            |                 |
| Калужский государственный университет имени К. Э. Циолковского | государственный   | университет | 1948          | Калуга            | 4549            |
| Среднерусский гуманитарно-технологический институт             | негосударственный | институт    | 1995          | Обнинск           | 367             |

## Список филиалов высших образовательных учреждений
| Название | Категория         | Статус      | Год основания | Месторасположение | Месторасположение головной организации | Число студентов |
| --- | ----------------- | ----------- | ------------- | ----------------- | -------------------------------------- | --------------- |
| Балабановский филиал Московского педагогического государственного университета                               | государственный   | университет | 1998          | Балабаново        | Москва                                 | 350             |
| Калужский институт (филиал Всероссийского государственного университета юстиции)                             | государственный   | университет | 1999          | Калуга            | Москва                                 | 830             |
| Калужский филиал Международного славянского института                                                        | негосударственный | институт    | 1998          | Калуга            | Москва                                 | 367             |
| Калужский филиал Московского финансово-юридического университета                                             | негосударственный | университет | 2000          | Малоярославец     | Москва                                 | 528             |
| Калужский филиал Московского государственного технического университета имени Н. Э.Баумана                   | государственный   | университет | 1959          | Калуга            | Москва                                 | 2082            |
| Калужский филиал Московского гуманитарно-экономического института                                            | негосударственный | институт    | 1995          | Калуга            | Москва                                 | 1433            |
| Калужский филиал Российской академии народного хозяйства и государственной службы                            | государственный   | академия    |               | Калуга            | Москва                                 | 2148            |
| Калужский филиал Российского государственного аграрного университета                                         | государственный   | университет | 1986          | Калуга            | Москва                                 | 1014            |
| Калужский филиал Московского государственного университета путей сообщения                                   | государственный   | университет | 1878          | Калуга            | Москва                                 | 355             |
| Калужский филиал Санкт-Петербургского государственного экономического университета                           | государственный   | университет |               | Калуга            | Санкт-Петербург                        | 275             |
| Калужский филиал Финансового университета                                                                    | государственный   | университет | 1963          | Калуга            | Москва                                 | 1683            |
| Обнинский институт атомной энергетики (филиал Национального исследовательского ядерного университета «МИФИ») | государственный   | университет | 2009          | Обнинск           | Москва                                 | 2526            |
| Филиал в Калуге Института международного права и экономики имени А. С. Грибоедова                            | негосударственный | институт    | 1997          | Калуга            | Москва                                 | 722             |
| Филиал в Калуге Российского государственного гуманитарного университета                                      | государственный   | университет | 1999          | Калуга            | Москва                                 |                 |
| Филиал в Людиново Брянского государственного технического университета                                       | государственный   | университет | 1998          | Людиново          | Брянск                                 |                 |
| Филиал в Обнинске Государственный университет управления                                                     | государственный   | университет |               | Обнинск           | Москва                                 |                 |